# 聖盧德米拉教堂

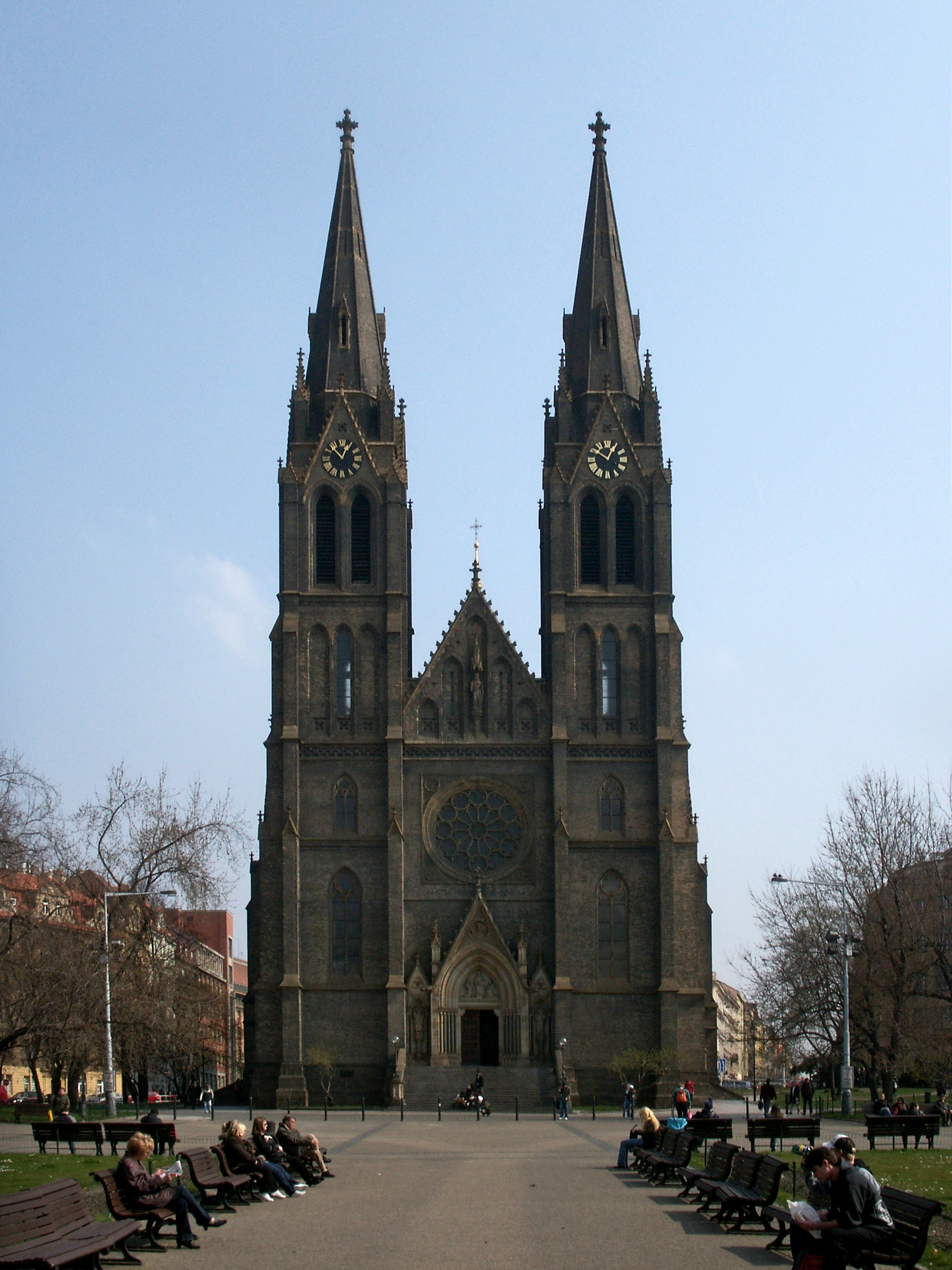
聖盧德米拉教堂

聖盧德米拉教堂是位於捷克首都布拉格的一座羅馬天主教的教堂，為新哥特式建築。聖盧德米拉教堂修建於1888年至1892年期間。教堂曾因地鐵的建設工程而關閉，後在1974年至1992年期間重建。